# Noyal-sur-Brutz

Ubicació de Noyal-sur-Brutz dins del departament de Loira Atlàntic

Noyal-sur-Brutz  (en bretó Noal-ar-Bruz) és un municipi francès, situat a la regió de país del Loira, al departament de Loira Atlàntic, que històricament va formar part de la Bretanya. L'any 2006 tenia 529 habitants. Limita amb Fercé, Villepot, Soudan i Rougé a Loira Atlàntic, Martigné-Ferchaud a Ille i Vilaine.

## Demografia
| 1962                                       | 1968 | 1975 | 1982 | 1990 | 1999 |
| ------------------------------------------ | ---- | ---- | ---- | ---- | ---- |
| 351                                        | 385  | 376  | 422  | 443  | 481  |
| Des de 1962: població sense dobles comptes |      |      |      |      |      |

## Administració
| Període | Identitat      | Partit |
| ------- | -------------- | ------ |
| 2001-   | Francis Martin |        |